# JavaFX
JavaFX is een platform om Rich Internet Applications te ontwikkelen en zo audio, video en webservices aan te bieden. Het is ontwikkeld door Sun Microsystems, hetgeen nu in het bezit is van Oracle Corporation. JavaFX kan gebruikt worden op computers, smartphones en settopboxen.

## Functies
JavaFX is gebaseerd op Java en is daardoor platformonafhankelijk. Een ander voordeel is dat alle Java-bibliotheken kunnen worden gebruikt bij het ontwikkelen van applicaties. Die applicaties worden geschreven in JavaFX Script, een declaratieve scripttaal die speciaal is ontwikkeld voor webontwikkelaars en -designers die visueel willen programmeren. Daarnaast bestaan er ook plugins voor Adobe Photoshop en Adobe Illustrator om projecten te exporteren voor gebruik in JavaFX.
Applicaties in JavaFX kunnen worden uitgevoerd in een webbrowser, of kunnen worden geïnstalleerd door ze naar het bureaublad te slepen.